# 1550 a tudományban
Az 1550. év a tudományban és a technikában.

## Tudomány
- Gerolamo Cardano leírja a kardántengelyt.
- Niccolò Tartaglia: A harmadfokú egyenlet megoldóképlete.
- Nostradamus asztrológiája.
- Konrad von Gesner: Az állattok természetrajza

## Események
- Helsinki alapítása
- Első kolozsvári nyomda alapítása.[1]

## Születések
- január 28. Ludolph van Ceulen holland matematikus, a {\displaystyle Pi} értékének meghatározója († 1617)
- április 17. John Napier matematikus, a logaritmus feltalálója († 1617).
- szeptember 30. Michael Maestlin csillagász és matematikus († 1631)